# Golf
För andra betydelser, se Golf (olika betydelser).
Golf är en precisionssport med boll och klubbor som utövas på golfbanor, där man med så få slag som möjligt ska få ner en boll i ett hål.
Golf är en av de få bollsporter som inte kräver ett standardiserat spelområde. Det spelas på en golfbana som har antingen 9 eller 18 hål. Varje hål på banan måste innehålla en tee att slå ut bollen ifrån, och en green som innehåller själva hålkoppen. Det finns andra vanliga former av terräng emellan, såsom fairway, ruff och hinder, men varje hål på en golfbana är unikt i dess specifika utformning och arrangemang.
Golf spelas för det lägsta antalet slag av en individ (slagspel) eller den lägsta poängen på de enskilda hålen i en komplett runda av en individ eller grupp (matchspel). Slagspel är den vanligaste formen på alla nivåer.

## Historia
Golf ses normalt som en skotsk uppfinning, då spelet omnämns i två lagar från 1400-talet, lagarna förbjuder spel av spelet "gowf". Vissa forskare hävdar dock att det hänvisar till ett annat spel som påminner mer om det som idag kallas landhockey. De visar på att ett spel som går ut på att putta små bollar ner i hål med hjälp av golfklubbor spelades på 1600-talet i Nederländerna. Termen golf är etymologiskt osäker, men tros komma från det germanska ordet för "klubba" - kolven.
1744 grundades världens första golfklubb, "The Honourable Company of Edinburgh Golfers", som använde sig av Leith links och Bruntsfield links för att spela golf.
Den första golfklubben som grundades utanför Storbritannien var "The Royal Calcutta Golf Club" i Indien 1829. 1873 grundades den första nordamerikanska golfklubben, nämligen Royal Montreal Golf Club i Kanada.
Det moderna spelet utvecklades väldigt mycket i Skottland under andra halvan av 1800-talet. Reglerna, bandesignen och klubbutformningen började då likna dem som används idag. Banor började att byggas i Skottlands och Englands inland av bland annat kommuner, järnvägsbolag och privata klubbar. Den största utrustningsförändringen sedan 1800-talet har varit bättre gräsklippare, främst runt greenerna, bättre bolldesign, sedan ungefär 1900 har gummi använts istället för guttaperka, och introduktionen av metallskaft under 1920-talet. Under 1970-talet började metallhuvuden ersätta träklubbornas trähuvuden, klubborna går dock alltjämt under namnet "träklubbor", och grafitskaft introducerades under 1980-talet.

## Golfbanan

### Hål

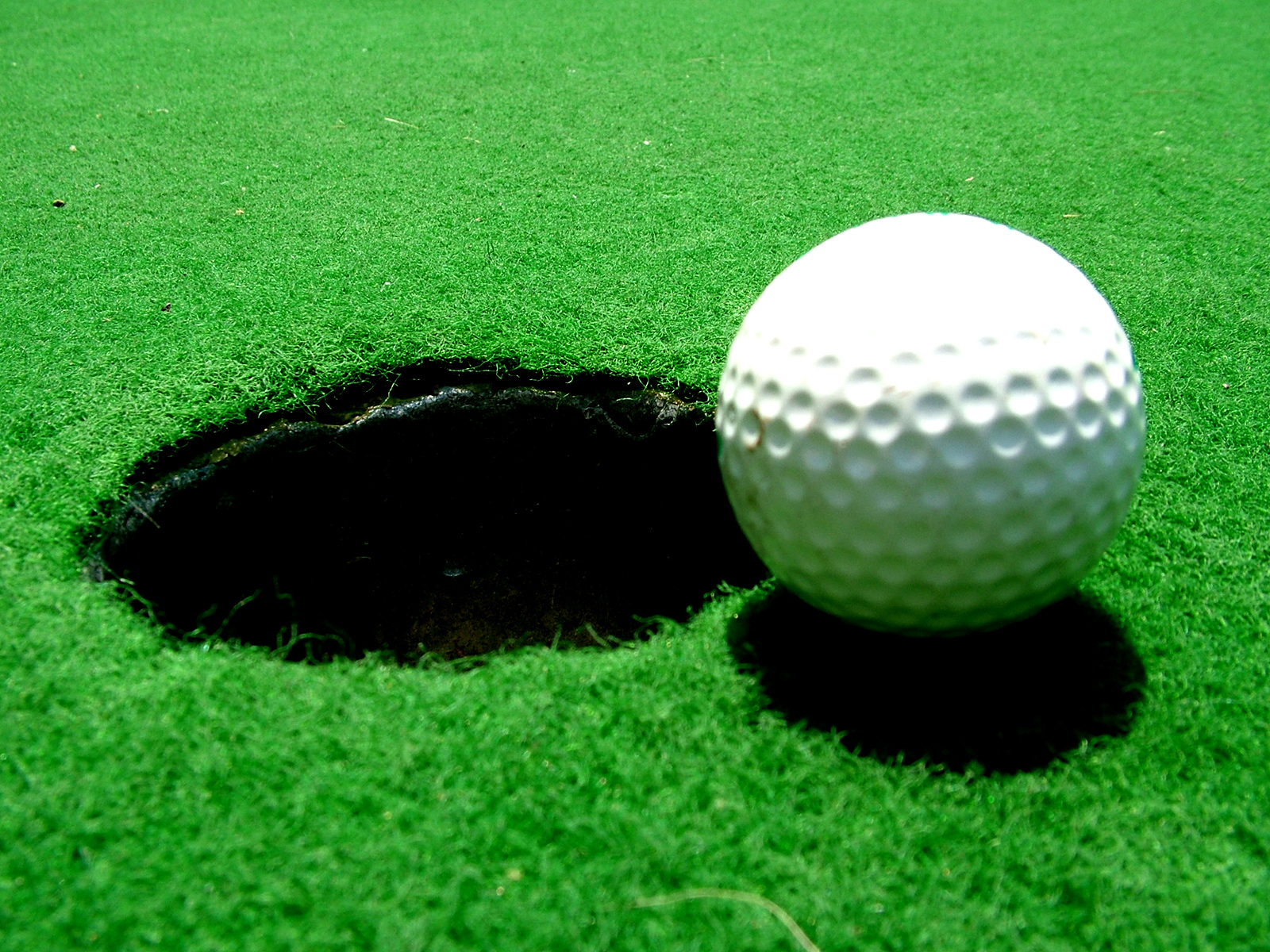
En golfboll på väg ned i ett hål.

Begreppet hål har inom golfen två betydelser, 
- dels det 4 1/4 inch = 10,8 cm stora hålet placerat på varierande platser på en green (kallas även kopp)
- dels hela spelytan från utslagsplatsen till greenen.

De flesta golfbanorna har 9 eller 18 hål varierande i längd från drygt 100 meter upp till nästan 600 meter. För de kortaste hålen (par 3) behöver en god spelare ett slag för att nå greenen, medan även en god spelare vanligtvis behöver tre slag för att nå greenen på de längsta hålen (par 5 - det finns också ett fåtal hål i världen som har par 6).

### Banan
Det kortklippta spelfältet på ett visst hål har benämningen fairway, medan det område, som har längre gräs eller ren naturmark har benämningen ruff. På fairway och/eller i anslutning till ruffen kan finnas olika former av hinder, dessa hinder är,
- sandhinder, som benämns bunker, där någon i marken grävt ut mer eller mindre djupa hål, som i stället för gräs har sand, som gör det svårare att utföra ett slag
- vattenhinder, som kan bestå av diken, dammar, sjöar, med mer eller mindre djupt vatten och som i de flesta fall omöjliggör att ett slag utförs.

För spel i anslutning till hinder finns särskilda regler.

### Green
Greenen är den del av golfhålet, som omger hålet bollen ska ner i. Den är klippt extra kort för att möjliggöra att bollen ska kunna rulla längre sträckor. Greenens nerklippning och kondition kan variera beroende på svårighetsgrad på banan. Greenens hastighet mäts i stimp.

### Banans gräns
Gränsen för en golfbana är oftast markerad med vita pinnar, varvid området utanför denna markering är out of bounds, vilket innebär att inget spel ska förekomma där. Man får heller inte röra på out of bounds markeringar, eftersom de markerar banan.

### Par
Huvudartikel: Par (golf)
Varje hål karakteriseras av sitt längdvärde, par. Par på ett golfhål är en längdbestämning enligt följande:
- "par tre"-hål är från c:a 75 - c:a 225 meter.
- "par fyra"-hål är från c:a 250 - c:a 450 meter.
- "par fem"-hål är från c:a 400 -  c:a 610 meter.

Det finns även golfhål som har par sex men dessa är ovanligt förekommande. I Sverige finns par 6-hål exempelvis på Norrtelje GK, Sisjö GK, ForshagaDeje GK, Kungälv-Kode GK och Huvudstadens GK Lövsättrabanan.

### Driving range
Vid de flesta golfbanor finns också ett antal andra funktioner som ett övningsområde där spelaren kan träna puttar, ett övningshål där man kan träna inspel, övningsbunkrar, samt ett område där man kan träna längre slag – en så kallad driving range. Bollarna plockas in av en bil, traktor eller specialfordon. Många golfklubbar bedriver också utbildning av nybörjare - unga som gamla - liksom instruktion som leds av en professionell instruktör.

## Golfreglerna och andra regleringar
Huvudartikel: Golfregler
Golfreglerna är internationellt standardiserade och bestäms av Royal and Ancient Golf Club of St Andrews (R&A) och United States Golf Association (USGA). USGA och R&A har kommit överens om att USGA:s rätt att driva och upprätthålla golfreglerna är begränsad till USA och Mexiko. Reglerna uppdateras ständigt, och normalt revideras reglerna vart fjärde år.
Golfens underliggande princip är rättvisa. Golfens grundregler brukar sägas vara:
Spela bollen som den ligger och banan som den är, men om ingetdera är möjligt, gör det som är rättvist. Men för att göra det som är rättvist måste man kunna reglerna.
Några grundläggande regler:
- varje spelare ska spela bollen där var den stannat efter föregående slag, såvida inte en regel tillåter eller kräver annat (Regel 13-1)
- en spelare får inte acceptera hjälp inför slaget (Regel 14-2)
- banan får ej förändras för att spelaren ska få fördelar, förutom i vissa fall som definieras i regelboken
- en boll får bara bytas ut om den förstörs eller förloras.

Golfens etikett inkluderas i golfreglerna och är bindande för spelarna. De täcker ämnen som säkerhet, rättvisa, spelhastighet, sportsmannaanda och varje spelares skyldighet att sköta banan. Grova brott mot golfetiketten/golfvett kan leda till diskvalifikation (Regel 33-7).
Det finns strikta regler som reglerar spelares amatörstatus. I grunden innebär de att någon som undervisat i golf eller spelat golf för att tjäna pengar inte längre anses vara en amatör och därför inte heller har rätt att delta i amatörtävlingar. En professionell spelare kan dock reamatöriseras - en process som dock kan ta många år.

## Handicapsystemet
Huvudartikel: Handicapsystemet
För golfspelare som har golf som en hobby eller en motionssport och alltså är amatörer, används ett handikappsystem, i detta fall stavat "handicap", som i teorin innebär att två golfare med vitt skilda handicap skulle nå samma slutresultat i en tävling om båda spelade på samma relativa nivå. En spelare med en högre handicap – och därmed en sämre spelare – ska kunna vinna över en spelare med en lägre handicap – en bättre spelare – om den senare har en dålig dag. Detta system möjliggör tävlande mellan personer med olika spelskicklighet. Olika länder har olika form av handicapsystem.
Vissa länder, häribland Sverige, använder dessutom det så kallade slopesystemet som komplement till handicap, för att även gradera svårigheten på olika golfbanor.

## Utrustning
Golf spelas med klubbor av olika slag. De brukar indelas i träklubbor, järnklubbor och putter. Under en tävling är det inte tillåtet att medföra fler än 14 klubbor. De transporteras vanligtvis i en slags väska – golfbag, som antingen bärs eller dras på en vagn. I Sverige har det även utvecklats en specialvariant av denna kallad Kinbag. I samband med professionella golftävlingar bärs den av en särskilt anställd bärare – caddie.
Varje klubba består av ett skaft och ett huvud. Skaftet, som är rörformigt och av stål eller kolfiber (grafit), är ca 10 – 15 mm i diameter. I skaftets ena ände sitter ett klubbhuvud, som är den del av klubban som avses träffa bollen, och i den andra ett grepp av läder eller gummi för att ge spelaren så bra kontroll som möjligt över klubban. Klubbornas längd varierar mellan ca 90 och 115 cm. De olika klubborna har ett huvud, som är tillverkat så att dess framsida (den som ska träffa bollen) har en lutning i förhållande till klubbans undre, i allmänhet plana, yta. Denna vinkel kallas loft och är en av de faktorer som ger bollen dess (bak)skruv – och därmed dess höjd – vid ett slag.

### Träklubbor
Träklubbor är de längsta i en uppsättning klubbor. Skaftets längd är oftast 100–115 cm och träklubborna används för att åstadkomma längre slag. Huvudet på en träklubba är en tämligen stor klump med en svagt konvex framsida och en platt undersida, som i någon mån ska förhindra att klubban gräver sig ned i marken. Ursprungligen var träklubbornas huvud verkligen gjort av något hårt träslag, men numera är även huvudet på dessa klubbor med några få undantag tillverkat av ihålig metall (stål el. titan), som ibland är fylld med någon skumfyllning, på engelska "metal-woods". Vanligtvis ligger träklubbornas loft mellan 7.5 och drygt 30 grader. Klubbor med träskaft är idag närmast att betrakta som museiföremål.
Den längsta träklubban (med minst loft) (metal-wood) är en så kallad "Driver", vilken används för utspel från tee. Vid dessa slag placeras bollen vanligtvis ovanpå en "peg".

### Järnklubbor
Järnklubbor används för kortare, men också mera precisionsinriktade slag, framförallt vid spelet nära green. Järnklubbornas längd är vanligtvis 90 – 100 cm. Deras huvud är av solid metall med en platt framsida och klubbornas loft varierar mellan 16 och 60 grader. De längre järnklubborna används vid relativt långa slag från fairway, medan de korta järnklubborna nyttjas vid slag på nära håll eller ur svårare lägen.

### Wedgar
En wedge (Sve. Kil) är en järnklubba med extra hög loft. Vissa av dessa klubbor har en speciellt konstruerad undersida – sula – som är avsedd att glida på underlaget i exempelvis en sandbunker (Sand wedge) eller i högt och tätt gräs. En speciell wedge som blivit populär de senaste åren är en så kallad lobwedge (58-64 grader) som används vid knepiga inspel till green. Såväl träklubbor som järnklubbor har på framsidan av huvudet räfflor (Eng. grooves) som måste vara av speciellt utseende, vilket beskrivs i reglerna. Räfflorna har som uppgift att förstärka bakskruven hos bollen vid slaget.
Exempel på olika typer av wedgar är sandwedge (54-58 grader), som främst används i bunkrar, och pitching wedge (46-50 grader) gap-wedge (50-54 grader) och lobbwedge (58- c:a 64 grader). Wedgarna används vid slag på cirka 110 meter från green och ner till någon decimeter utanför green.

### Putter

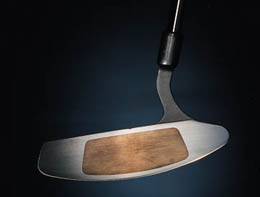
Putter

Putter förekommer i ett mängd olika skepnader med bland annat extra långt skaft (hakputter, bröstputter etc.) och även olika former på huvudet. Det gemensamma för alla putterklubbor är att de har en slät framsida som är nästan vinkelrät (loften kan vara 1-2 grader) mot underlaget för att undvika att bollen lyfter från underlaget, greenens gräsyta, vilket annars skulle försämra träffsäkerheten. En putter kan ha "två framsidor", och tillåter på detta sätt en vänsterspelare att ha samma putter som en högerspelare. Puttern brukar man anse som den viktigaste klubban i bagen, det är ju puttern som slår bolen i hål. Om man inte har puttern så blir det väldigt svårt när du kommer fram till greenen.

### Bollar

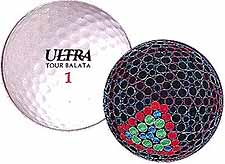
Golfboll med dimples

Till utrustningen hör naturligtvis också bollen, vars konstruktion finns beskriven i reglerna. Dess storlek är angiven så att dess diameter är lägst 42,67 mm och dess vikt högst 45,93 g. Bollens yta är täckt av ett stort antal så kallade dimples – urgröpningar – som är fördelade på ytan efter särskilda mönster. Den rotation som klubbhuvudet åstadkommer hos bollen vid huvudets träff förstärks och stabiliseras genom ytans speciella struktur, men även slagets längd påverkas kraftigt. En helt slät boll får en avsevärt kortare slaglängd.
Bollen består av ett skal som är tillverkat av konstmaterial (i golfens forntid användes läderbollar fyllda med fjädrar, senare kom guttaperka att användas) som omger en kärna, denna har olika sammansättningar beroende på olika tillverkare. Kärnan kan delas i ytterligare lager och därför finns tvådelsbollar (skal+kärna), tredelsbollar, fyrdelsbollar och femdelsbollar. Nya tekniker och metoder för att variera och optimera egenskaper hos bollen tillkommer ofta.

### Handskar
Golfare använder ofta handskar för att få ett bättre grepp om klubban och för att förhindra blåsor. Det förbättrade greppet gör att man har bättre kontroll under ett hårt slag vilket medför att man kan slå längre men fortfarande ha kontroll på slaget. Det vanligaste är att man bara har en handske på den icke dominerande handen. En högerhänt spelare har alltså en handske på vänster hand. Det är inte heller ovanligt att slå puttar eller korta slag utan handske för att få extra känsla i slaget.

### Transport av utrustning
Klubbor och annan tillåten utrustning medförs på banan i en väska benämnd golfbag. Somliga spelare bär hela sin utrustning, men det är tillåtet att använda sig av en speciellt konstruerad vagn för att transportera den. Framförallt i USA kan små motordrivna fordon ses, som kan hyras vid golfbanan för att transportera spelaren och dennes utrustning, så kallade golfbilar. Dessa är oftast eldrivna men bensindrivna varianter finns också, främst på mer kuperade banor. I Sverige används golfbilar mer och mer omfattande, de är i allmänhet eldrivna. Det tidigare kravet på läkarintyg har de flesta klubbar avskaffat.

### Märken
Det finns flera olika företag som producerar golfutrustning, allt ifrån kläder, skor och handskar till bollar och klubbor. På professionell nivå brukar spelare vara sponsrade av golfmärken då de beroende på kontrakt använder deras utrustning. Vissa har ett märke för all sin utrustning medan vissa har kontrakt för vissa delar av utrustningen, t.ex. bara kläder eller bara klubbor. 
Några av de vanligaste och största märkena som producerar golfklubbor är
- Callaway
  - Odyssey
- Cleveland
- Cobra
- Honma
- Mizuno
- Ping
- Srixon
- TaylorMade
- Titleist
  - Scotty Cameron
- Wilson staff

Nike producerade länge golfklubbor men bestämde i slutet av 2016 att lägga ner produktionen. De sponsrade då ett flertal golfproffs, framförallt Tiger Woods, Rory McIlroy och Michelle Wie. De tre har dock fortfarande Nike som sponsor av kläder och skor. 

## Professionell golf
Som så många andra sporter idag har det även inom golfen utvecklats en omfattande professionell tävlingsverksamhet. Organisationer som benämns "tour" anordnar tävlingar, skaffar fram sponsorer och bestämmer vilka spelare som är kvalificerade att delta i respektive tävlingar. De mest kända av dessa tourer är PGA-touren i USA (PGA  = Professional Golfers Association), LPGA-touren (LPGA = Ladies Professional Golfers Association), PGA European Tour och Ladies European Tour i huvudsakligen Europa och Champions Tour i USA för spelare som fyllt 50 år. I dessa tävlingar tävlas om prispengar, som kan uppgå till sjusiffriga belopp i svenska kronor. I Sverige finns främst Nordea Tour som är en del av Challenge Tour som leder in till Europatouren.
De fyra största golftävlingarna på såväl herr- som damsida brukar betecknas som "majors". De är på herrsidan
- The Masters Tournament
- US Open i golf
- The Open Championship
- PGA Championship

och på damsidan
- Kraft Nabisco Championship (tidigare Nabisco Dinah Shore)
- U.S. Women's Open
- LPGA Championship
- Women's British Open

## Golfbegrepp (urval)

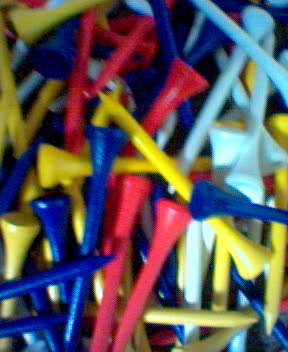
Peggar

Huvudartikel: Lista över golftermer.
- Tee – utslagsområde
- Peg – en liten pinne av trä på vilken golfaren får placera bollen vid utslag från tee
- Green – det finklippta området runt hålet/flaggan
- Fairway – det finklippta området mellan tee och green som är avsett lättast att slå ifrån.
- Drive – utslaget från tee om det skett med en Driver.
- Mulligan – ett slag som golfaren gör om, vanligtvis på första tee. Enligt regelboken ej tillåtet, men förekommer ibland i sällskapsgolf.
- Hole-in-one – bollen går i hål vid första slaget från tee. Kallas HIO.
- Kondor – resultat på ett hål, fyra slag mindre än hålets par.
- Albatross – resultat på ett hål, tre slag mindre än hålets par.
- Eagle – resultat på ett hål, två slag mindre än hålets par.
- Birdie – resultat på ett hål, ett slag mindre än hålets par.
- Par – resultat som är lika med hålets par.
- Bogey – resultat på ett hål, ett slag mer än hålets par.
- Dubbelbogey – resultat på ett hål, två slag mer än hålets par.    Trippelbogey - tre över par.
- Hook – ett slag där bollen kraftigt skruvar sig åt vänster efter att ha startat något till höger (högerspelare).
- Slice – ett slag där bollen kraftigt skruvar sig åt höger efter att ha startat något till vänster (högerspelare).
- Draw – som hook, men med svagare skruv (görs ibland avsiktligt av skickliga spelare)
- Fade – som slice, men med svagare skruv (görs ibland avsiktligt av skickliga spelare)
- Pull – ett slag som (för en högerspelare) startar i riktning mer vänster än spelaren försökte.
- Push – ett slag som (för en högerspelare) startar i riktning mer höger än spelaren försökte.
- Snaphook – ett slag där bollen skruvar kraftigt åt vänster efter att ha startat något åt vänster. Kan benämnas Pull-hook.
- Dogleg – ett golfhål som viker av åt höger eller vänster efter det tänkta utslagets placering på fairway.
- Pilsnerboll – ej att förväxlas med mulligan, pilsnerboll är ett uttryck som kommer från ett misslyckat slag från gul tee som senare inte når röd tee, alltså då man enligt tradition ska bjuda spelarna i ens boll på öl.
- Baksving – den första delen av ett slag där klubban förs i en båge bakåt från bollen.

## Framgångsrika spelare genom tiderna

### Damer
| - Amy Alcott - Patty Berg - Donna Caponi - JoAnne Carner - Beth Daniel - Laura Davies - Marlene Hagge | - Juli Inkster - Betsy King - Nancy Lopez - Meg Mallon - Lorena Ochoa - Se Ri Pak - Judy Rankin | - Betsy Rawls - Patty Sheehan - Louise Suggs - Annika Sörenstam - Kathy Whitworth - Mickey Wright - Babe Didrikson Zaharias |

#### Intjänade prispengar under karriären
Tabellen visar de 20 bästa spelarna på LPGA-touren med avseende på intjänade prispengar till och med augusti 2007. På grund av de ökade prissummorna under de senaste åren innehåller listan i huvudsak endast spelare som ännu idag är aktiva. Prissummorna är inte spelarens totala prissumma under karriären eftersom de flesta av dem har tjänat avsevärda summor från andra tourer som Ladies European Tour liksom från tävlingar som inte ingår i någon tour. Förutom prispengar har dessutom elitgolfare oftast andra inkomster, exempelvis från reklamkontrakt.
| Plac | Spelare           | Land           | Prispengar i USD |
| ---- | ----------------- | -------------- | ---------------- |
| 1    | Annika Sörenstam  | Sverige        | 20 641 396       |
| 2    | Karrie Webb       | Australien     | 13 348 228       |
| 3    | Juli Inkster      | USA            | 11 597 205       |
| 4    | Se Ri Pak         | Sydkorea       | 9 717 706        |
| 5    | Lorena Ochoa      | Mexiko         | 8 960 812        |
| 6    | Meg Mallon        | USA            | 8 866 907        |
| 7    | Beth Daniel       | USA            | 8 755 733        |
| 8    | Rosie Jones       | USA            | 8 355 068        |
| 9    | Laura Davies      | Storbritannien | 7 975 664        |
| 10   | Cristie Kerr      | USA            | 7 752 263        |
| 11   | Betsy King        | USA            | 7 637 621,50     |
| 12   | Mi Hyun Kim       | Sydkorea       | 7 593 556        |
| 13   | Dottie Pepper     | USA            | 6 827 284        |
| 14   | Lorie Kane        | Kanada         | 6 568 807        |
| 15   | Pat Hurst         | USA            | 5 810 391        |
| 16   | Pat Bradley       | USA            | 5 755 951        |
| 17   | Liselotte Neumann | Sverige        | 5 716 066        |
| 18   | Kelly Robbins     | USA            | 5 621 742        |
| 19   | Patty Sheehan     | USA            | 5 513 409        |
| 20   | Sherri Steinhauer | USA            | 5 401 874        |

### Herrar
| - Severiano Ballesteros - Ben Crenshaw - Fred Couples - Ernie Els - Nick Faldo - Raymond Floyd - Sergio García - Retief Goosen - Ben Hogan - Hale Irwin - Bobby Jones | - Martin Kaymer - Tom Kite - Bernhard Langer - Davis Love III - Phil Mickelson - Colin Montgomerie - Byron Nelson - Jack Nicklaus - Greg Norman - José Maria Olazábal - Harry Vardon | - Jim Furyk - Arnold Palmer - Gary Player - Nick Price - Gene Sarazen - Vijay Singh - Sam Snead - Lee Trevino - Tom Watson - Lee Westwood - Tiger Woods |

#### Intjänade prispengar under karriären
Tabellen visar de 10 bästa spelarna på PGA-touren med avseende på intjänade prispengar vid slutet av säsongen 2006. På grund av de ökade prissummorna under de senaste åren innehåller listan endast spelare som ännu idag är aktiva. Prissummorna är inte spelarens totala prissumma under karriären eftersom de flesta av dem har tjänat avsevärda summor från andra tourer som PGA European Tour liksom från tävlingar som inte ingår i någon tour. Förutom prispengar har dessutom elitgolfare oftast inkomster från exempelvis reklamkontrakt.
| Plac | Spelare        | Land      | Prispengar i USD |
| ---- | -------------- | --------- | ---------------- |
| 1    | Tiger Woods    | USA       | 65 712 324       |
| 2    | Vijay Singh    | Fiji      | 49 379 841       |
| 3    | Phil Mickelson | USA       | 39 514 038       |
| 4    | Davis Love III | USA       | 34 613 823       |
| 5    | Jim Furyk      | USA       | 31 200 066       |
| 6    | Ernie Els      | Sydafrika | 28 420 395       |
| 7    | Henrik Stenson | Sverige   | 25 816 115       |
| 8    | Justin Leonard | USA       | 21 086 669       |
| 9    | Nick Price     | Zimbabwe  | 20 551 208       |
| 10   | Kenny Perry    | USA       | 20 335 031       |